# Conrad Sörgel von Sorgenthal
Conrad Sörgel von Sorgenthal (* 1735 in Nürnberg; † 17. Oktober 1805 in Wien) war ein österreichischer Beamter und Manufakturendirektor. Für seine Leistungen wurde er 1765 von der Königin Maria Theresia in den Adelsstand und 1795 in den Freiherrenstand erhoben.
Conrad Sörgel von Sorgenthal war zunächst für verschiedene Textilmanufakturen erfolgreich tätig. Von 1784 bis zu seinem Tod leitete er die Wiener Porzellanmanufaktur, die unter seiner Führung in wirtschaftlicher wie in künstlerischer Hinsicht („malerische Periode“) einen großen Aufschwung nahm. Sorgenthal war auch oberster Beamter für das staatliche Manufakturwesen.

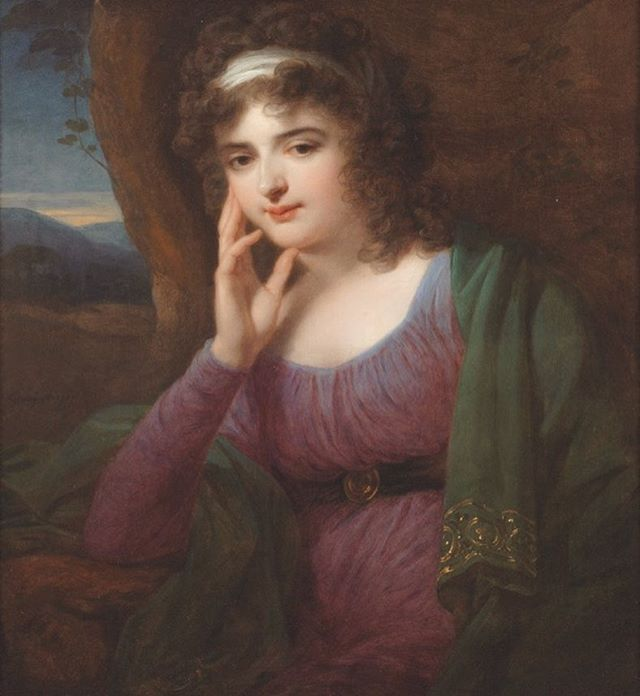
Eleonore Seorgel von Sorgenthal († 1810)

Er heiratete 1796 die  Gräfin Eleonore von Seeau († 1810).
Im Jahr 1932 wurde in Wien-Floridsdorf (21. Bezirk) die Sorgenthalgasse nach ihm benannt.